# Gare de Raheny
La gare de Raheny est une gare ferroviaire irlandaise du Dublin Area Rapid Transit (DART). Elle est située à Raheny, sur le territoire de la ville de Dublin.

## Situation ferroviaire
Station précédente : gare de Kilbarrack, station suivante : gare de Harmonstown